# Acanthistius brasilianus
Acanthistius brasilianus là một loài cá biển thuộc chi Acanthistius trong họ Cá mú. Loài này được mô tả lần đầu tiên vào năm 1828.

## Phân bố và môi trường sống
A. brasilianus có phạm vi phân bố ở vùng biển Tây Nam Đại Tây Dương. Loài này chỉ được tìm thấy ngoài khơi bờ biển Brazil, từ bang Bahia đến bang Sao Paulo (khoảng 15o to 23oN). A. brasilianus sống ở tầng đáy, xung quanh các rạn san hô và đá ngầm ở độ sâu khoảng từ 15 đến 60 m. Chúng cũng đã được quan sát ở các rạn đá và san hô gần các hòn đảo ngoài khơi.

## Mô tả
A. brasilianus trưởng thành đạt kích thước khoảng 60 cm. Acanthistius patachonicus (được ghi nhận ở Uruguay và Argentina) trước đây được xem là một danh pháp đồng nghĩa cho đến khi nhà ngư học Irigoyen và các cộng sự đã tách A. patachonicus thành một loài hợp lệ vào năm 2008.
Thân có màu nâu (đậm hoặc nhạt), có 5 sọc màu xám hoặc nâu sậm nằm theo chiều dọc của cơ thể. Bụng có màu hơi vàng. Vây tiệp màu với thân. Cơ thể không có các sọc gợn sóng.
Số gai ở vây lưng: 13; Số tia vây mềm ở vây lưng: 15; Số gai ở vây hậu môn: 3; Số tia vây mềm ở vây hậu môn: 8; Số gai ở vây bụng: 1; Số tia vây mềm ở vây bụng: 5; Số tia vây mềm ở vây ngực: 15 - 16.
Thức ăn của A. brasilianus bao gồm các loài cá nhỏ hơn, động vật giáp xác, động vật thân mềm và giun biển. Đây là một loài hiếm. Nó gần như không được tìm thấy trong việc đánh bắt cá.